# Sloanea macrophylla
Sloanea macrophylla är en tvåhjärtbladig växtart som beskrevs av Richard Spruce och George Bentham. Sloanea macrophylla ingår i släktet Sloanea och familjen Elaeocarpaceae. Inga underarter finns listade i Catalogue of Life.